# Ocel (anatomia)

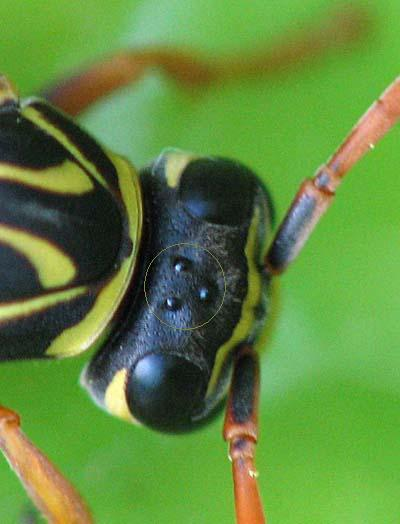
Aspecte del cap d'una vespa del gènere Polistes amb tres ocels ben visibles

Un ocel és una petita estructura fotoreceptora present en alguns invertebrats, com anèl·lids i artròpodes, i que funcionen com a òrgans de la visió. És un tipus d'ull primitiu i simple. El terme ocel procedeix del llatí oculus (ull) i literalment significa "ull petit".
En els insectes hi ha dos tipus d'ocels: els ocels dorsals o simples que es troba en les formes adultes de molts tipus d'insectes i els ocels laterals o stemmata, que hi ha només en les larves d'alguns ordres. Tots dos tipus són molt diferents estructuralment i funcionalment.
Els ulls simples d'altres animals com els cnidaris (pòlips i meduses) també són anomenats ocels, però la seva estructura i anatomia és totalment diferent a la de l'ocel dorsal dels insectes.
Una de les teories existents sobre la funció dels ocels, en els insectes, proposa que són utilitzats per mantenir l'estabilitat del vol. S'han demostrat correccions en el vol com a resposta a la llum en llagostes i libèl·lules.